# 大西洋湿地公园

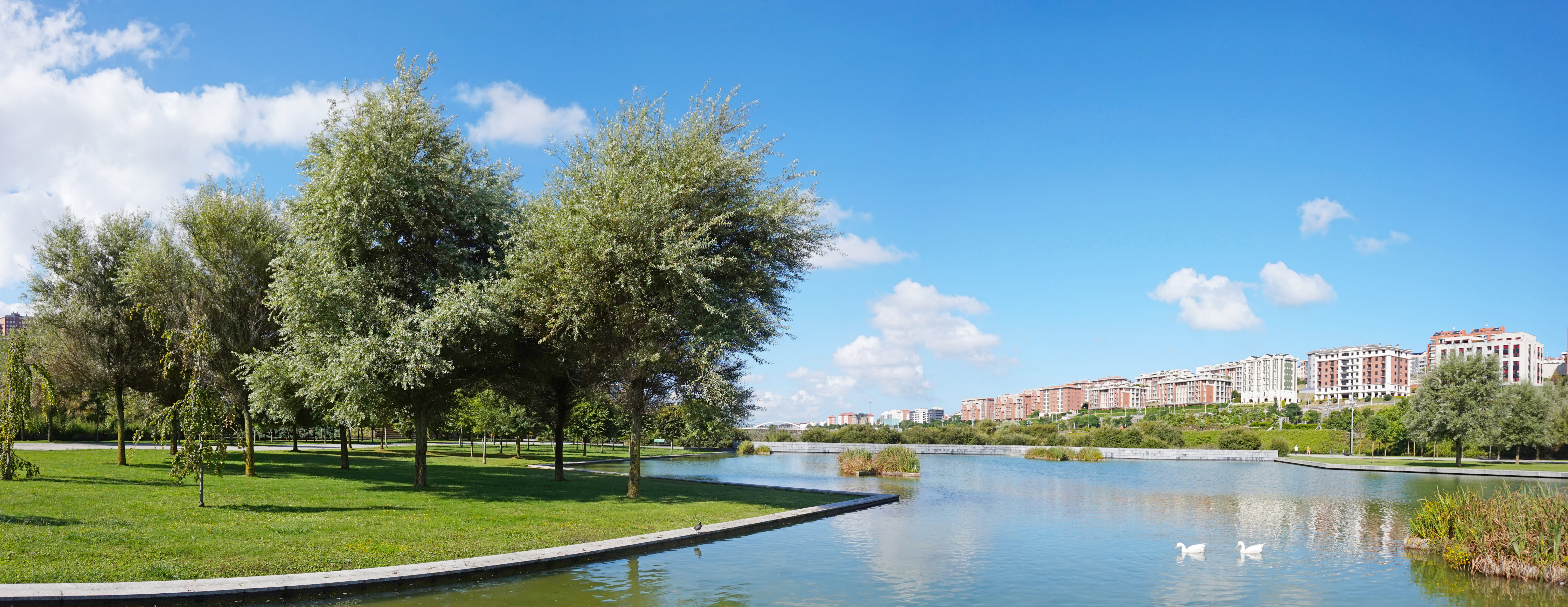

大西洋湿地公园（西班牙語：Parque atlántico de Las Llamas）是一个城市公园，位于西班牙坎塔布里亚自治区桑坦德市。2007年5月11日对公众开放。面积309173平方米（第一期），另有426000平方米待开发。全部建成后，它将是桑坦德市树木最茂盛的公园设计小组由加泰罗尼亚建筑师恩里克·巴特勒（Enric Batlle）和琼·罗伊格（Joan Roig）领导。
“llama”一词意为湿地。
过去，进入湿地的唯一途径是难行的小径，公众无法使用和享受这片湿地。这片被废弃之地沦为堆放垃圾之地，城市废水的排放也导致生态系统的水质退化。从2006年开始，桑坦德市政厅从私人业主那里获得土地，建造前卫主义风格的桑坦德体育宫，同时，在旁边建造一个大型城市公园，作为该市的主要绿肺，配备各种设施，包括健身房、圆形剧场、博物馆和植物园，种植世界各地植物。可以从桑坦德体育宫、坎塔布里亚大学、卡斯特罗大道或宪法大道附近进入公园。

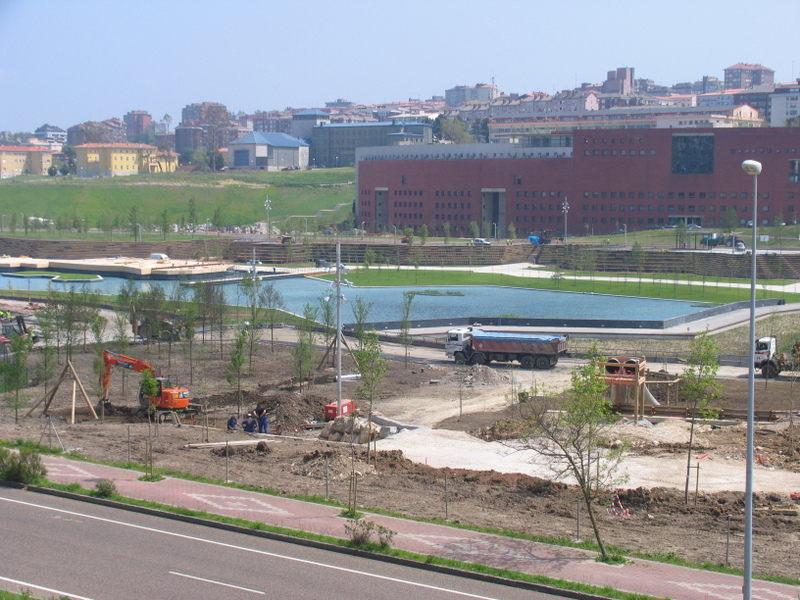
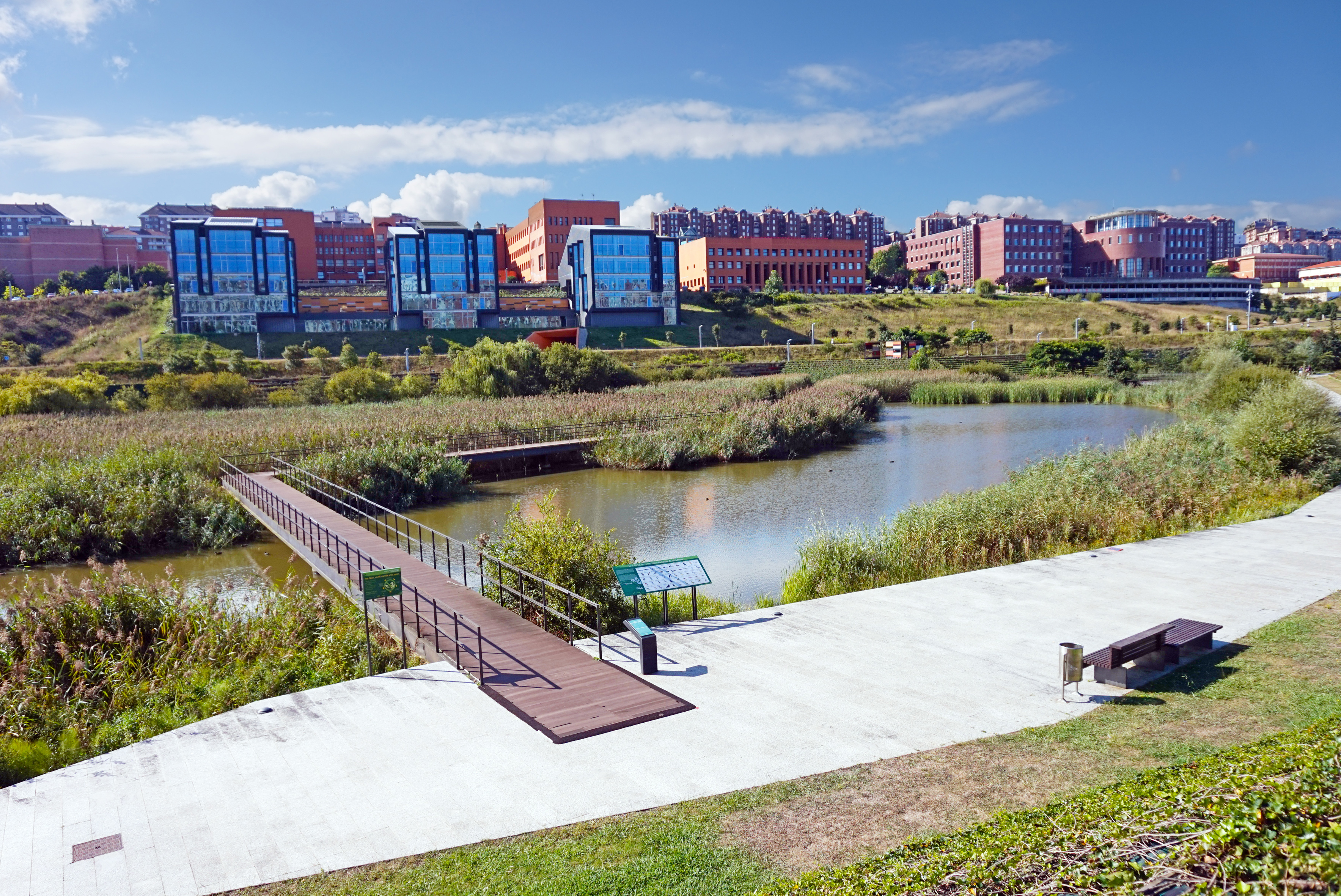
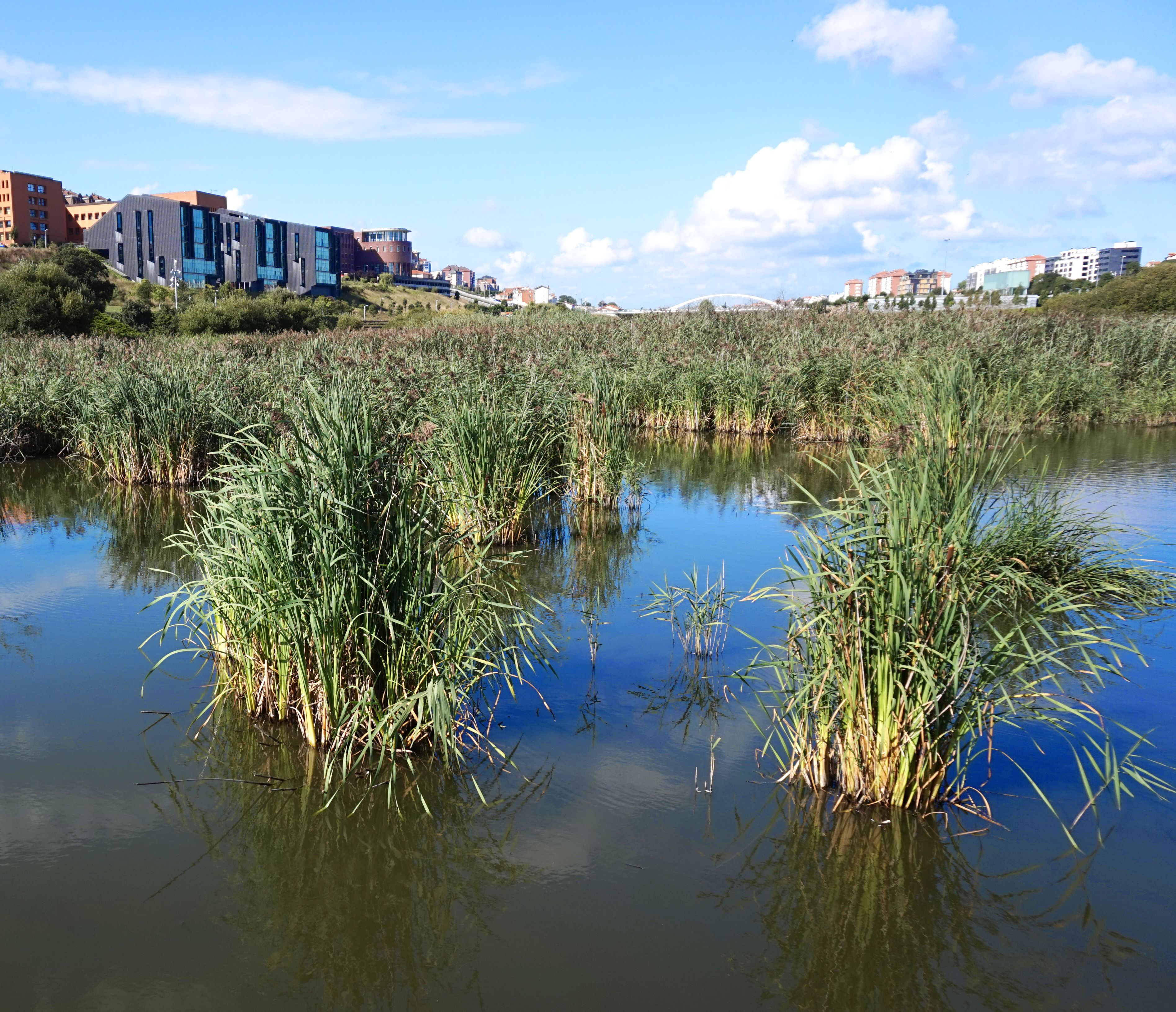
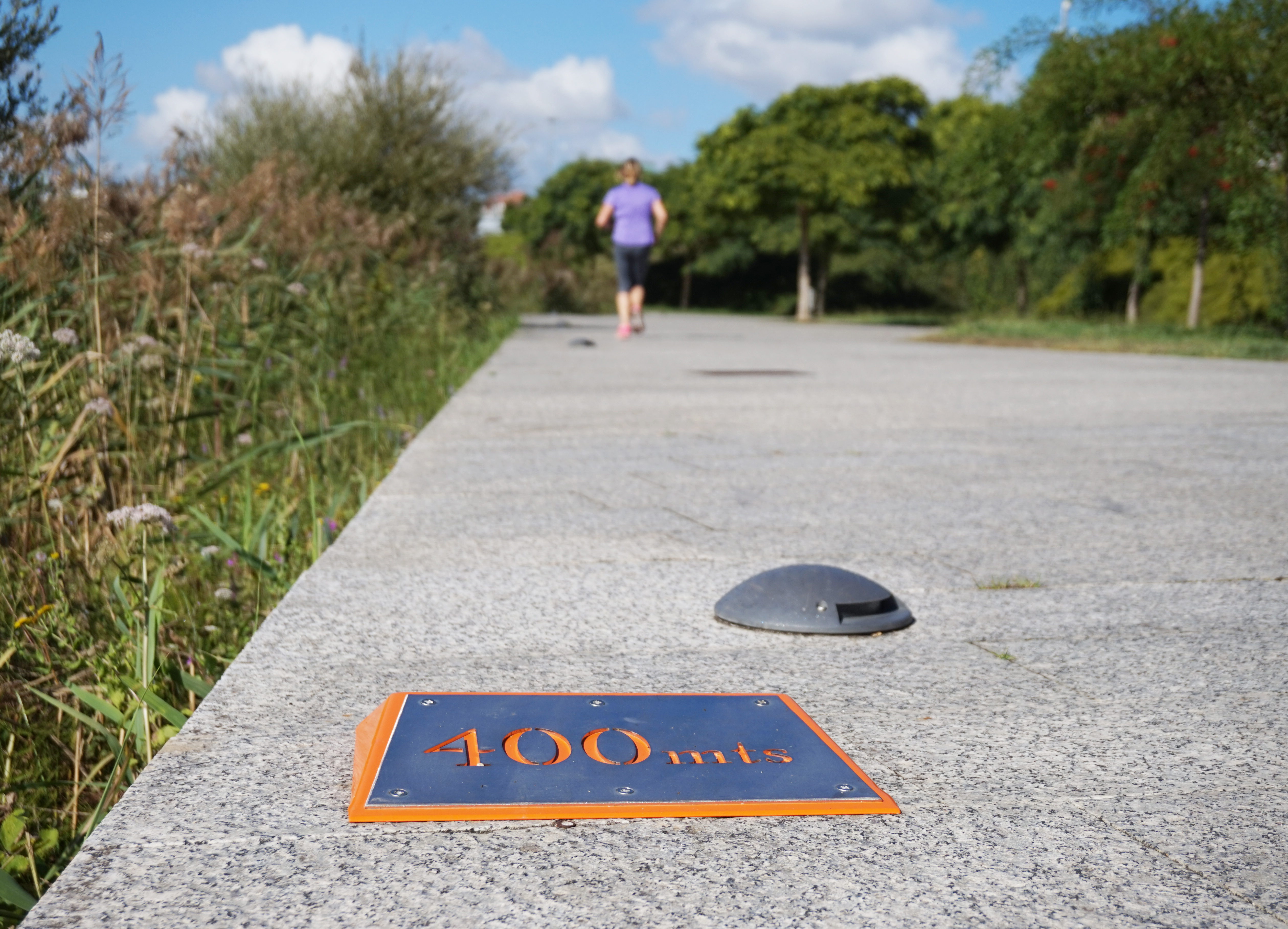
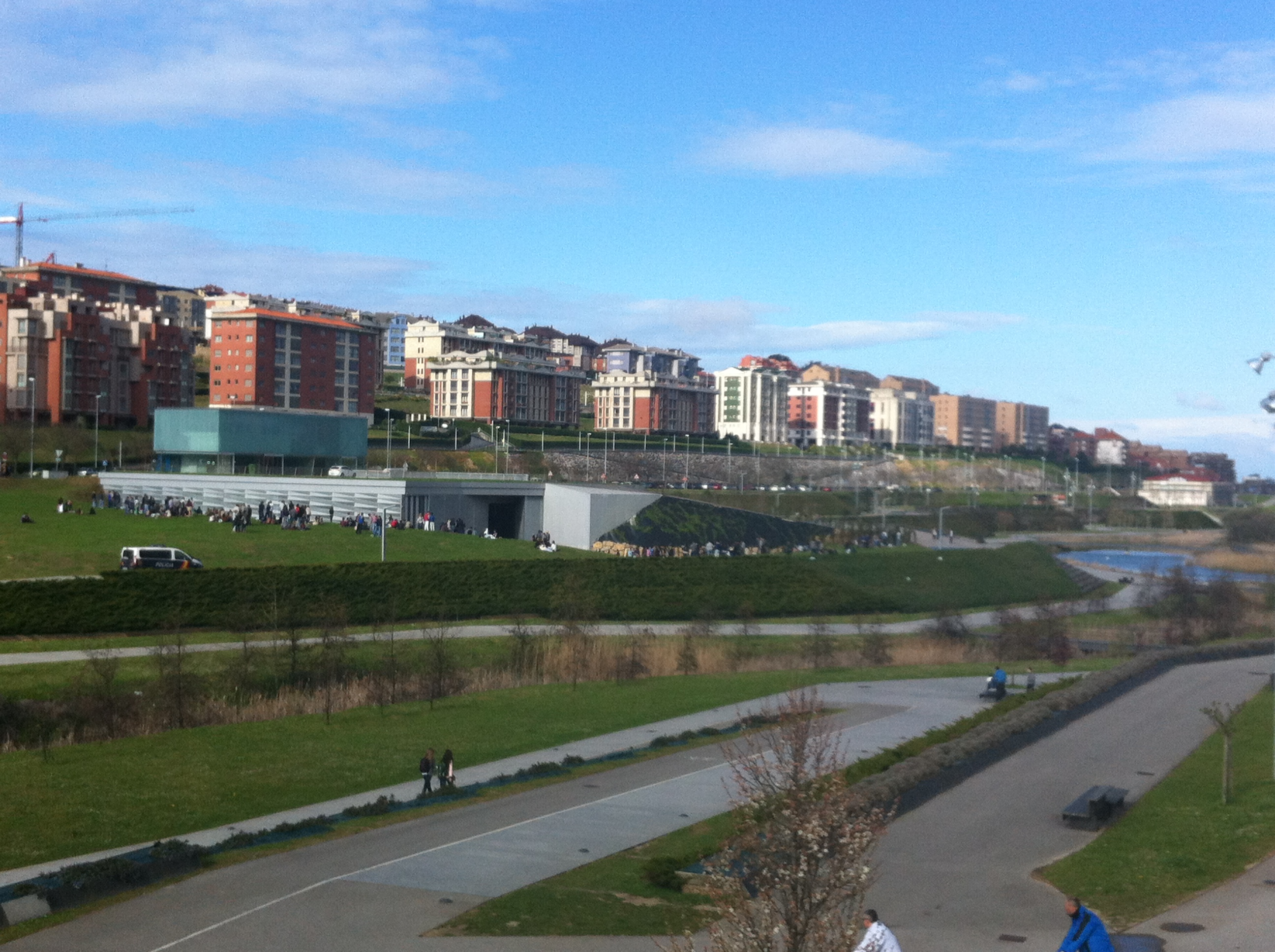
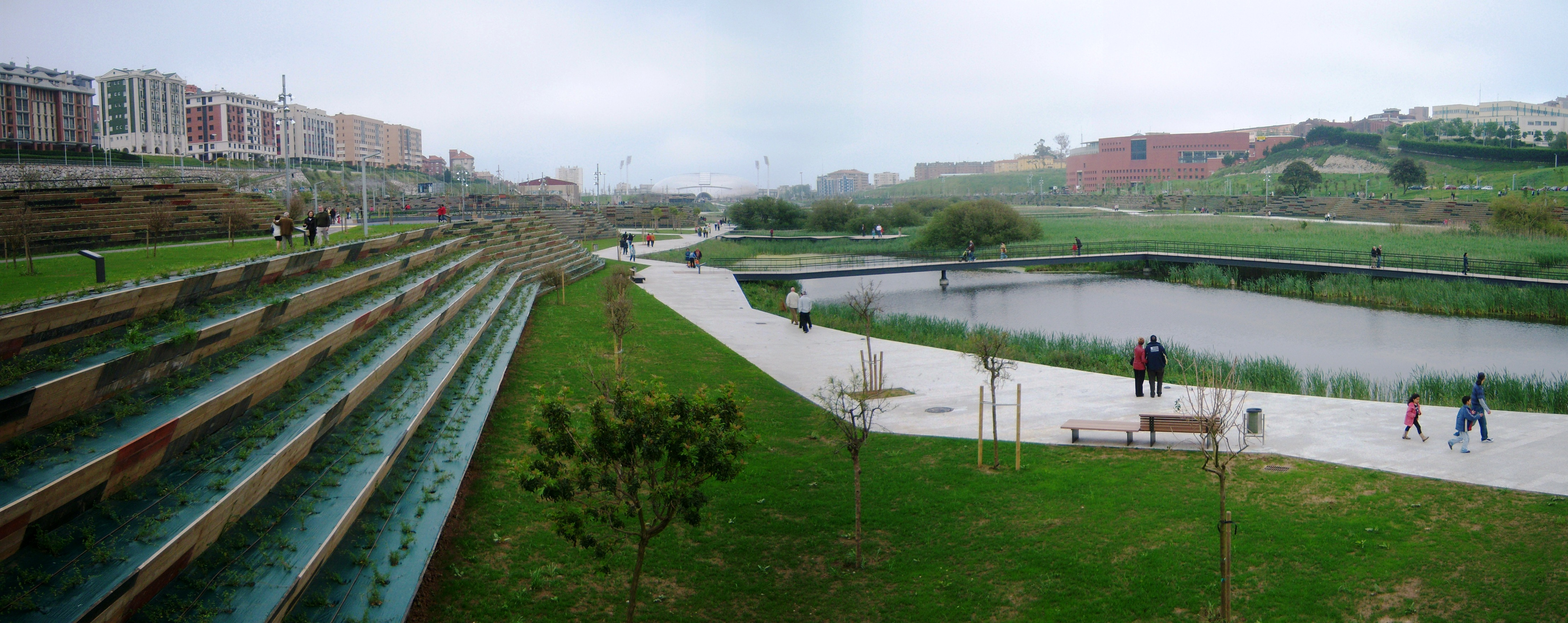
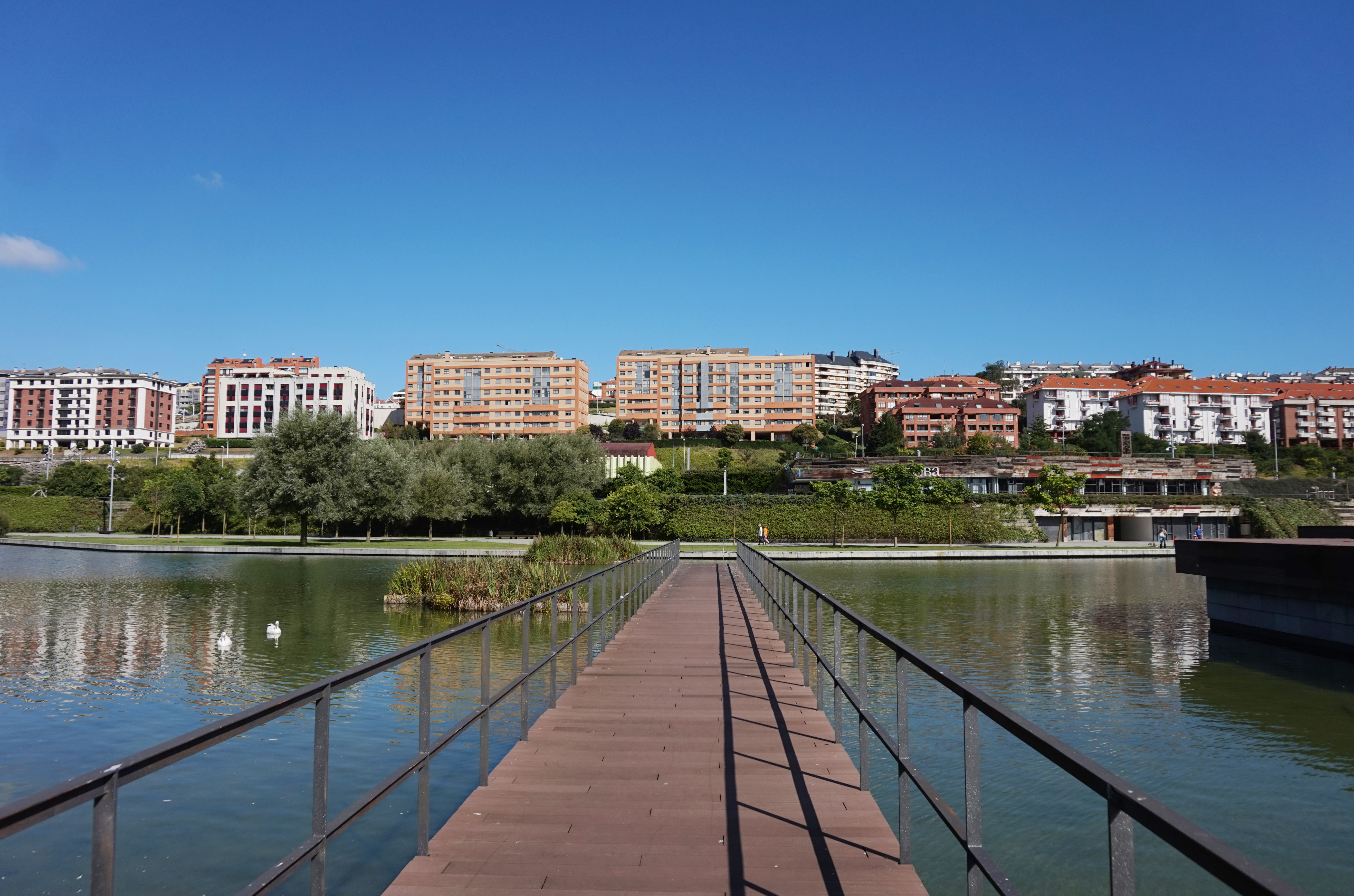
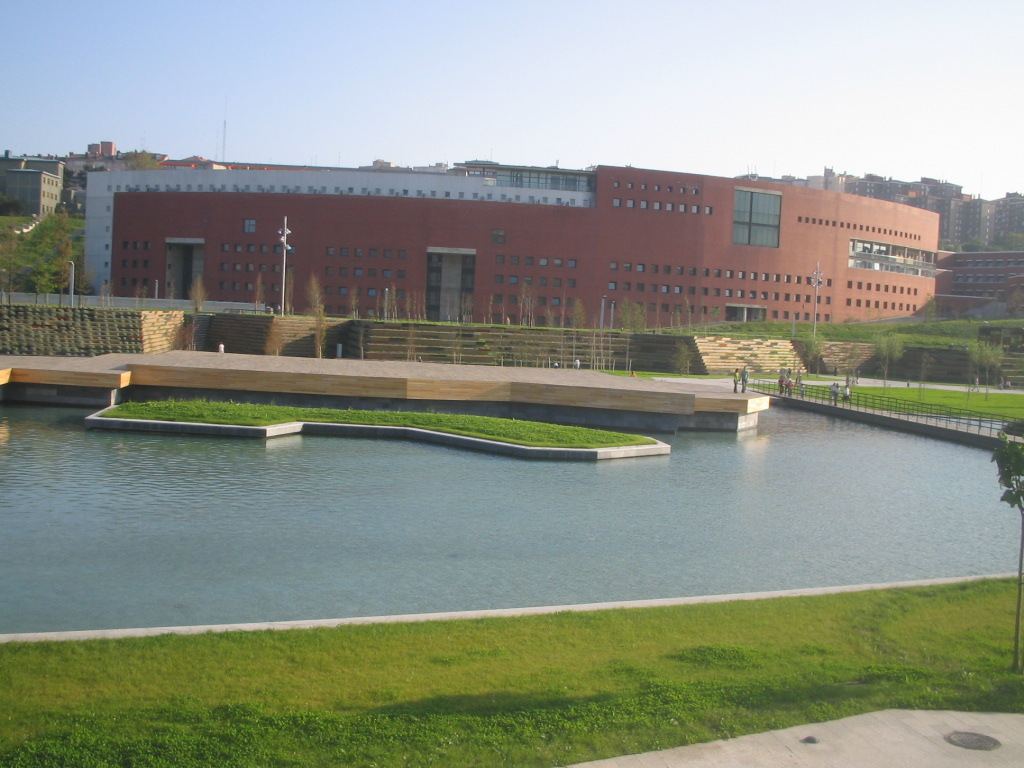
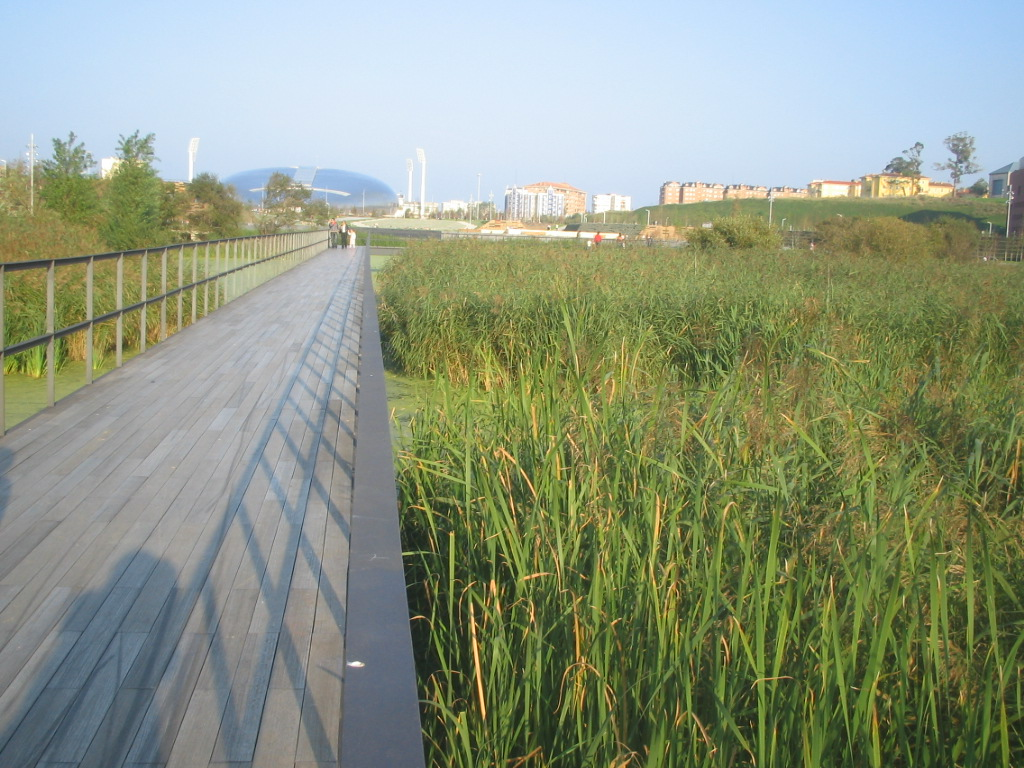